# Maragall (metrostation)
Maragall is een metrostation van de metro van Barcelona en wordt aangedaan door lijn 4 en lijn 5.
Het station aan lijn 5 werd in 1959 geopend onder Passeig Maragall tussen Carrer Varsòvia en Carrer Mascaró, maar maakt dan nog deel uit van lijn II die dat jaar wordt geopend en die gaat van La Sagrera tot Vilapicina. In 1970 gaat lijn II deel uitmaken van lijn V, als de stations La Sagrera en Diagonal met elkaar worden verbonden. Lijn 'V' wordt lijn '5' in 1982. Het gebogen eilandperron aan lijn 5 heeft een lengte van 88 meter en een toegangshal met kaartverkoop boven ieder eind.
De zuidelijke perronuitgang van lijn 5geeft toegang tot het station aan lijn 4 via een lange gang. Deze halte, geopend in 1982, als lijn 4 uit wordt gebreid van Guinardó | Hospital de Sant Pau (toentertijd Guinardó) tot Via Júlia (toentertijd Roquetes genoemd), is een station met zijperrons van 94 meter elk, gelegen onder Ronda Guinardó, tussen Carrer Lluís Sagnier en Carrer del Segle XX.
Het station heeft in totaal 4 ingangen.